# Quercus bicolor
双色栎（学名：Quercus bicolor）为壳斗科栎属的植物，为美国的特有植物。分布于美国的